# Elezioni comunali in Toscana del 2018
Le elezioni comunali in Toscana del 2018 si tennero il 10 giugno, con ballottaggio il 24 giugno.

## Riepilogo sindaci eletti
Coalizione di centro-sinistra
     Coalizione di centro-destra
     Movimento 5 Stelle
     Liste civiche
     Commissario prefettizio
| Provincia     | Comune         | Popolazione legale (censimento 2011) | Sindaco uscente | Sindaco uscente        | Sindaco eletto | Sindaco eletto             | Primo turno | Primo turno | Secondo turno | Secondo turno | Seggi   |
| Provincia     | Comune         | Popolazione legale (censimento 2011) | Sindaco uscente | Sindaco uscente        | Sindaco eletto | Sindaco eletto             | Voti        | %           | Voti          | %             | Seggi   |
| ------------- | -------------- | ------------------------------------ | --------------- | ---------------------- | -------------- | -------------------------- | ----------- | ----------- | ------------- | ------------- | ------- |
| Firenze       | Campi Bisenzio | 42.929                               |                 | Emiliano Fossi (PD)    |                | Emiliano Fossi (PD)        | 6.754       | 42,16       | 7.352         | 54,27         | 15 / 22 |
| Lucca         | Pietrasanta    | 24.179                               |                 | Giuseppe Priolo        |                | Alberto Giovannetti (Ind.) | 5.026       | 39,82       | 6.114         | 52,15         | 10 / 13 |
| Massa-Carrara | Massa          | 68.856                               |                 | Alessandro Volpi (PD)  |                | Francesco Persiani (Ind.)  | 9.916       | 28,18       | 17.830        | 56,62         | 20 / 29 |
| Pisa          | Pisa           | 85.858                               |                 | Marco Filippeschi (PD) |                | Michele Conti (LSP)        | 13.795      | 33,36       | 20.692        | 52,29         | 20 / 27 |
| Pistoia       | Pescia         | 20.045                               |                 | Oreste Giurlani (PD)   |                | Oreste Giurlani (Ind.)     | 3.367       | 38,86       | 4.087         | 61,29         | 10 / 12 |
| Siena         | Siena          | 52.839                               |                 | Bruno Valentini (PD)   |                | Luigi De Mossi (Ind.)      | 6.400       | 24,24       | 12.065        | 50,80         | 20 / 29 |

## Arezzo

### Capolona
| Candidati | Candidati                    | Voti  | %     | Liste                | Seggi |
| --------- | ---------------------------- | ----- | ----- | -------------------- | ----- |
|           | Marco Francesconi ✔️ Sindaco | 1.425 | 60,08 | Futuro per Capolona  | 8     |
|           | Alberto Ciolfi               | 947   | 39,92 | Progetto Di Comunità | 4     |
| Totale    | Totale                       | 2.372 | 100   |                      | 12    |

### Caprese Michelangelo
| Candidati | Candidati                 | Voti | %     | Liste                        | Seggi |
| --------- | ------------------------- | ---- | ----- | ---------------------------- | ----- |
|           | Claudio Baroni ✔️ Sindaco | 488  | 57,21 | Noi per Caprese Michelangelo | 7     |
|           | Fabio Santioni            | 365  | 42,79 | Rinnovamento per Caprese     | 3     |
| Totale    | Totale                    | 853  | 100   |                              | 10    |

## Firenze

### Campi Bisenzio
| Candidati                          | Candidati                                     | Voti                        | %     | Liste                  | Voti   | %     | Seggi |
| ---------------------------------- | --------------------------------------------- | --------------------------- | ----- | ---------------------- | ------ | ----- | ----- |
|                                    | Emiliano Fossi Accede al ballottaggio         | 6.754                       | 42,16 | Emiliano Fossi Sindaco | 2.847  | 19,10 | 7     |
| Partito Democratico                | Emiliano Fossi Accede al ballottaggio         | 6.754                       | 42,16 | 2.745                  | 18,42  | 7     |       |
| Campi Progressista                 | Emiliano Fossi Accede al ballottaggio         | 6.754                       | 42,16 | 602                    | 4,04   | 1     |       |
| Campinova                          | Emiliano Fossi Accede al ballottaggio         | 6.754                       | 42,16 | 277                    | 1,86   | -     |       |
|                                    | Maria Serena Quercioli Accede al ballottaggio | 4.612                       | 28,79 | Lega                   | 2.430  | 16,30 | 3     |
| Forza Italia                       | Maria Serena Quercioli Accede al ballottaggio | 4.612                       | 28,79 | 817                    | 5,48   | 1     |       |
| Liberi di Cambiare                 | Maria Serena Quercioli Accede al ballottaggio | 4.612                       | 28,79 | 632                    | 4,24   | -     |       |
| Fratelli d'Italia                  | Maria Serena Quercioli Accede al ballottaggio | 4.612                       | 28,79 | 579                    | 3,88   | -     |       |
| Seggio al candidato sindaco        | Seggio al candidato sindaco                   | Seggio al candidato sindaco | 28,79 | 1                      |        |       |       |
|                                    | Adriano Chini                                 | 3.710                       | 23,16 | Fare Città             | 1.112  | 7,46  | 1     |
| Sinistra Italiana                  | Adriano Chini                                 | 3.710                       | 23,16 | 1.067                  | 7,16   | 1     |       |
| Sì Parco No Aeroporto Inceneritore | Adriano Chini                                 | 3.710                       | 23,16 | 911                    | 6,11   | -     |       |
| Seggio al candidato sindaco        | Seggio al candidato sindaco                   | Seggio al candidato sindaco | 23,16 | 1                      |        |       |       |
|                                    | Lorenzo Ballerini                             | 945                         | 5,90  | Potere al Popolo!      | 887    | 5,95  | 1     |
| Totale                             | Totale                                        | 16.021                      | 100   |                        | 14.906 | 100   | 24    |

### Impruneta
| Candidati | Candidati                      | Voti  | %     | Liste                               | Seggi |
| --------- | ------------------------------ | ----- | ----- | ----------------------------------- | ----- |
|           | Alessio Calamandrei ✔️ Sindaco | 2.447 | 46,78 | Impruneta Comune Aperto             | 11    |
|           | Alessandro Giovannini          | 804   | 15,37 | Cittadini per Impruneta             | 2     |
|           | Matteo Zoppini                 | 782   | 14,95 | Lega-Forza Italia-Fratelli d'Italia | 1     |
|           | Gerardo Patruno                | 629   | 12,02 | Movimento 5 Stelle                  | 1     |
|           | Roberto Viti                   | 569   | 10,88 | Obiettivo Comune                    | 1     |
| Totale    | Totale                         | 5.231 | 100   |                                     | 16    |

### Marradi
| Candidati | Candidati                   | Voti  | %     | Liste               | Seggi |
| --------- | --------------------------- | ----- | ----- | ------------------- | ----- |
|           | Tommaso Triberti ✔️ Sindaco | 1.674 | 86,87 | Insieme per Marradi | 8     |
|           | Raffaella Ridolfi           | 253   | 13,13 | Siamo Marradi       | 4     |
| Totale    | Totale                      | 1.927 | 100   |                     | 12    |

## Lucca

### Pietrasanta
| Candidati                          | Candidati                                          | Voti                        | %     | Liste                      | Voti   | %     | Seggi |
| ---------------------------------- | -------------------------------------------------- | --------------------------- | ----- | -------------------------- | ------ | ----- | ----- |
|                                    | Alberto Stefano Giovannetti Accede al ballottaggio | 5.026                       | 39,82 | Pietrasanta Prima di Tutto | 1.860  | 15,54 | 4     |
| Lega                               | Alberto Stefano Giovannetti Accede al ballottaggio | 5.026                       | 39,82 | 1.518                      | 12,68  | 3     |       |
| Forza Italia                       | Alberto Stefano Giovannetti Accede al ballottaggio | 5.026                       | 39,82 | 1.286                      | 10,74  | 3     |       |
| Fratelli d'Italia-Pietrasanta Viva | Alberto Stefano Giovannetti Accede al ballottaggio | 5.026                       | 39,82 | 225                        | 1,88   | -     |       |
|                                    | Ettore Neri Accede al ballottaggio                 | 4.256                       | 33,72 | Partito Democratico        | 2.579  | 21,55 | 2     |
| Insieme per Pietrasanta            | Ettore Neri Accede al ballottaggio                 | 4.256                       | 33,72 | 1.349                      | 11,27  | 1     |       |
| Seggio al candidato sindaco        | Seggio al candidato sindaco                        | Seggio al candidato sindaco | 33,72 | 1                          |        |       |       |
|                                    | Daniele Mazzoni                                    | 1.901                       | 15,06 | Siamo Pietrasanta          | 1.798  | 15,02 | 1     |
|                                    | Nicola Briganti                                    | 1.078                       | 8,54  | Movimento 5 Stelle         | 1.001  | 8,36  | -     |
|                                    | Marco Dati                                         | 362                         | 2,87  | Sinistra per Pietrasanta   | 353    | 2,95  | -     |
| Totale                             | Totale                                             | 12.623                      |       |                            | 11.969 | 100   | 16    |

## Massa-Carrara

### Massa
| Candidati                       | Candidati                                 | Voti                        | %     | Liste               | Voti   | %     | Seggi |
| ------------------------------- | ----------------------------------------- | --------------------------- | ----- | ------------------- | ------ | ----- | ----- |
|                                 | Alessandro Volpi Accede al ballottaggio   | 11.942                      | 33,94 | Partito Democratico | 5.708  | 16,71 | 3     |
| 2018 - Volpi Sindaco            | Alessandro Volpi Accede al ballottaggio   | 11.942                      | 33,94 | 1.822               | 5,33   | 1     |       |
| Uniti per la Città              | Alessandro Volpi Accede al ballottaggio   | 11.942                      | 33,94 | 1.587               | 4,65   | 1     |       |
| Sinistra Progressista per Massa | Alessandro Volpi Accede al ballottaggio   | 11.942                      | 33,94 | 1.456               | 4,26   | 1     |       |
| Articolo Primo                  | Alessandro Volpi Accede al ballottaggio   | 11.942                      | 33,94 | 1.108               | 3,24   | -     |       |
| Sinistra - Massa Città d'Europa | Alessandro Volpi Accede al ballottaggio   | 11.942                      | 33,94 | 660                 | 1,93   | -     |       |
| Amare Massa                     | Alessandro Volpi Accede al ballottaggio   | 11.942                      | 33,94 | 154                 | 0,45   | -     |       |
| Seggio al candidato sindaco     | Seggio al candidato sindaco               | Seggio al candidato sindaco | 33,94 | 1                   |        |       |       |
|                                 | Francesco Persiani Accede al ballottaggio | 9.916                       | 28,18 | Lega                | 3.621  | 10,60 | 8     |
| Persiani Sindaco                | Francesco Persiani Accede al ballottaggio | 9.916                       | 28,18 | 2.613               | 7,65   | 6     |       |
| Fratelli d'Italia               | Francesco Persiani Accede al ballottaggio | 9.916                       | 28,18 | 1.372               | 4,02   | 3     |       |
| Forza Italia                    | Francesco Persiani Accede al ballottaggio | 9.916                       | 28,18 | 1.209               | 3,54   | 3     |       |
| Il Popolo della Famiglia        | Francesco Persiani Accede al ballottaggio | 9.916                       | 28,18 | 148                 | 0,43   | -     |       |
|                                 | Luana Mencarelli                          | 5.297                       | 15,06 | Movimento 5 Stelle  | 4.496  | 13,16 | 2     |
|                                 | Sergio Menchini                           | 4.626                       | 13,15 | Arcipelago Massa    | 1.820  | 5,33  | 1     |
| Siamo Massa                     | Sergio Menchini                           | 4.626                       | 13,15 | 1.403               | 4,11   | 1     |       |
| Ascoltare per Fare              | Sergio Menchini                           | 4.626                       | 13,15 | 1.011               | 2,96   | -     |       |
| Obiettivo Massa                 | Sergio Menchini                           | 4.626                       | 13,15 | 755                 | 2,21   | -     |       |
| Seggio al candidato sindaco     | Seggio al candidato sindaco               | Seggio al candidato sindaco | 13,15 | 1                   |        |       |       |
|                                 | Nicola Cavazzuti                          | 1.281                       | 3,64  | Potere al Popolo!   | 1.182  | 3,46  | -     |
|                                 | Francesco Mangiaracina                    | 696                         | 1,98  | Tutto per Massa     | 513    | 1,50  | -     |
| CasaPound                       | Francesco Mangiaracina                    | 696                         | 1,98  | 157                 | 0,46   | -     |       |
|                                 | Lorenzo Pascucci                          | 674                         | 1,92  | Massa Libera        | 685    | 2,01  | -     |
|                                 | Marco Bondielli                           | 282                         | 0,80  | Partito Comunista   | 251    | 0,73  | -     |
|                                 | Pierpaolo Bertilorenzi                    | 239                         | 0,68  | Punto Zero          | 218    | 0,64  | -     |
|                                 | Andrea Biagioni                           | 230                         | 0,65  | Area 2018           | 208    | 0,61  | -     |
| Totale                          | Totale                                    | 35.183                      | 100   |                     | 34.157 | 100   | 32    |

Ballottaggio
| Candidati | Candidati                     | Voti   | %     |
| --------- | ----------------------------- | ------ | ----- |
|           | Francesco Persiani ✔️ Sindaco | 17.830 | 56,62 |
|           | Alessandro Volpi              | 13.658 | 43,38 |
| Totale    | Totale                        | 31.488 |       |

## Pisa

### Pisa
| Candidati                            | Candidati                              | Voti                        | %     | Liste                       | Voti   | %     | Seggi |
| ------------------------------------ | -------------------------------------- | --------------------------- | ----- | --------------------------- | ------ | ----- | ----- |
|                                      | Michele Conti Accede al ballottaggio   | 13.795                      | 33,36 | Lega                        | 9.784  | 24,72 | 15    |
| Fratelli d'Italia                    | Michele Conti Accede al ballottaggio   | 13.795                      | 33,36 | 1.862                       | 4,70   | 3     |       |
| Forza Italia                         | Michele Conti Accede al ballottaggio   | 13.795                      | 33,36 | 1.423                       | 3,59   | 2     |       |
|                                      | Andrea Serfogli Accede al ballottaggio | 13.338                      | 32,26 | Partito Democratico         | 9.351  | 23,62 | 6     |
| In Lista per Pisa - Con Paolo Ghezzi | Andrea Serfogli Accede al ballottaggio | 13.338                      | 32,26 | 1.489                       | 3,76   | -     |       |
| Riformisti per Pisa                  | Andrea Serfogli Accede al ballottaggio | 13.338                      | 32,26 | 1.145                       | 2,89   | -     |       |
| Con Danti per Pisa                   | Andrea Serfogli Accede al ballottaggio | 13.338                      | 32,26 | 1.094                       | 2,76   | -     |       |
| Seggio al candidato sindaco          | Seggio al candidato sindaco            | Seggio al candidato sindaco | 32,26 | 1                           |        |       |       |
|                                      | Gabriele Amore                         | 4.094                       | 9,90  | Movimento 5 Stelle          | 3.891  | 9,83  | 2     |
|                                      | Francesco Auletta                      | 3.224                       | 7,80  | Una Città in Comune         | 2.030  | 5,13  | -     |
| Partito della Rifondazione Comunista | Francesco Auletta                      | 3.224                       | 7,80  | 698                         | 1,76   | -     |       |
| Pisa Possibile                       | Francesco Auletta                      | 3.224                       | 7,80  | 294                         | 0,74   | -     |       |
| Seggio al candidato sindaco          | Seggio al candidato sindaco            | Seggio al candidato sindaco | 7,80  | 1                           |        |       |       |
|                                      | Raffaele Latrofa                       | 2.743                       | 6,63  | Pisa nel Cuore              | 2.476  | 6,25  | 1     |
|                                      | Antonio Veronese                       | 2.549                       | 6,16  | Patto Civico (A)            | 1.641  | 4,15  | -     |
| Progetto Pisa (B)                    | Antonio Veronese                       | 2.549                       | 6,16  | 880                         | 2,22   | -     |       |
| Seggio al candidato sindaco          | Seggio al candidato sindaco            | Seggio al candidato sindaco | 6,16  | 1                           |        |       |       |
|                                      | Maria Chiara Zippel                    | 688                         | 1,66  | Per la Nostra Pisa (C)      | 221    | 0,56  | -     |
| Pisa Libera e Sicura                 | Maria Chiara Zippel                    | 688                         | 1,66  | 183                         | 0,46   | -     |       |
| Battiti per Pisa                     | Maria Chiara Zippel                    | 688                         | 1,66  | 101                         | 0,26   | -     |       |
| Combatti per Pisa                    | Maria Chiara Zippel                    | 688                         | 1,66  | 74                          | 0,19   | -     |       |
| Pisani per Pisa                      | Maria Chiara Zippel                    | 688                         | 1,66  | 65                          | 0,16   | -     |       |
|                                      | Simonetta Ghezzani                     | 579                         | 1,40  | Sinistra Italiana           | 544    | 1,37  | -     |
|                                      | Veronica Marianelli                    | 225                         | 0,54  | Partito Socialista Italiano | 215    | 0,54  | -     |
|                                      | Paolo Casole                           | 113                         | 0,27  | Partito Comunista           | 126    | 0,32  | -     |
| Totale                               | Totale                                 | 41.348                      | 100   |                             | 39.587 | 100   | 32    |

- Le liste contrassegnate con le lettere A, B e C sono apparentate al secondo turno con il candidato Andrea Serfogli.

Ballottaggio
| Candidati | Candidati                | Voti   | %     |
| --------- | ------------------------ | ------ | ----- |
|           | Michele Conti ✔️ Sindaco | 20.692 | 52,29 |
|           | Andrea Serfogli          | 18.881 | 47,71 |
| Totale    | Totale                   | 39.573 |       |

## Siena

### Siena
| Candidati                        | Candidati                              | Voti                        | %     | Liste                           | Voti   | %     | Seggi |
| -------------------------------- | -------------------------------------- | --------------------------- | ----- | ------------------------------- | ------ | ----- | ----- |
|                                  | Bruno Valentini Accede al ballottaggio | 7.237                       | 27,41 | Partito Democratico             | 4.543  | 18,35 | 3     |
| In Campo                         | Bruno Valentini Accede al ballottaggio | 7.237                       | 27,41 | 2.317                           | 9,36   | 1     |       |
| Seggio al candidato sindaco      | Seggio al candidato sindaco            | Seggio al candidato sindaco | 27,41 | 1                               |        |       |       |
|                                  | Luigi De Mossi Accede al ballottaggio  | 6.400                       | 24,24 | Lega                            | 2.237  | 9,04  | 8     |
| Voltiamo Pagina                  | Luigi De Mossi Accede al ballottaggio  | 6.400                       | 24,24 | 1.856                           | 7,50   | 6     |       |
| Fratelli d'Italia                | Luigi De Mossi Accede al ballottaggio  | 6.400                       | 24,24 | 883                             | 3,57   | 3     |       |
| Forza Italia                     | Luigi De Mossi Accede al ballottaggio  | 6.400                       | 24,24 | 830                             | 3,35   | 3     |       |
|                                  | Pierluigi Piccini                      | 5.617                       | 21,27 | Per Siena (A)                   | 4.834  | 19,53 | 4     |
|                                  | Massimo Sportelli                      | 4.223                       | 15,99 | Siena Aperta                    | 1.222  | 4,94  | 1     |
| Nero su Bianco                   | Massimo Sportelli                      | 4.223                       | 15,99 | 1.060                           | 4,28   | 1     |       |
| Sena Civitas                     | Massimo Sportelli                      | 4.223                       | 15,99 | 1.039                           | 4,20   | -     |       |
| SPQS - Massimo Sportelli Sindaco | Massimo Sportelli                      | 4.223                       | 15,99 | 987                             | 3,99   | -     |       |
| La Martinella 1884               | Massimo Sportelli                      | 4.223                       | 15,99 | 170                             | 0,69   | -     |       |
| Seggio al candidato sindaco      | Seggio al candidato sindaco            | Seggio al candidato sindaco | 15,99 | 1                               |        |       |       |
|                                  | Alessandro Vigni                       | 1.029                       | 3,90  | Potere al Popolo!               | 535    | 2,16  | -     |
| Sinistra per Siena               | Alessandro Vigni                       | 1.029                       | 3,90  | 449                             | 1,81   | -     |       |
|                                  | Alessandro Pinciani                    | 687                         | 2,60  | Pensare Confrontarsi Difendersi | 654    | 2,64  | -     |
|                                  | Sergio Fucito                          | 569                         | 2,15  | CasaPound                       | 529    | 2,14  | -     |
|                                  | David Chiti                            | 451                         | 1,71  | Siena D.O.C.                    | 452    | 1,83  | -     |
|                                  | Nadia Maggi                            | 194                         | 0,73  | Siena alla Fonte                | 161    | 0,65  | -     |
| Totale                           | Totale                                 | 26.407                      | 100   |                                 | 24.758 | 100   | 32    |

- La lista contrassegnata con la lettera Aè apparentata al secondo turno con il candidato Bruno Valentini.

Ballottaggio
| Candidati | Candidati                 | Voti   | %     |
| --------- | ------------------------- | ------ | ----- |
|           | Luigi De Mossi ✔️ Sindaco | 12.065 | 50,80 |
|           | Bruno Valentini           | 11.687 | 49,20 |
| Totale    | Totale                    | 23.752 |       |